# Gaby (Aostatal)

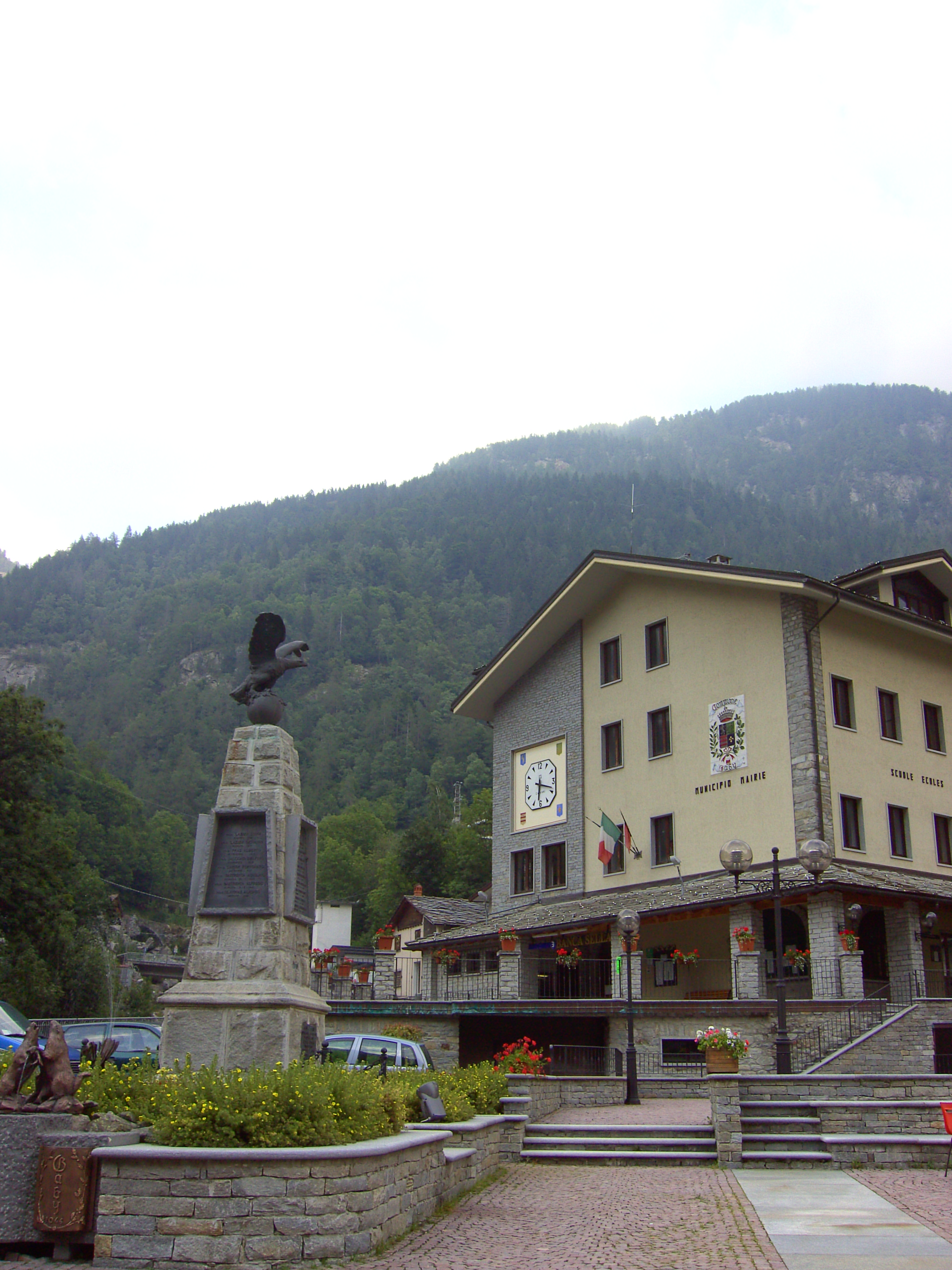
Zentraler Platz mit Rathaus

Gaby (im frankoprovenzalischen Ortsdialekt Goby, im Walserdeutsch des benachbarten Gressoney Goobi, in demjenigen des benachbarten Issime Uberlann) ist eine italienische Gemeinde im Aostatal mit 418 Einwohnern (Stand 31. Dezember 2023).

## Geographie
Zur Gemeinde gehören neben dem Hauptort (hier Chef-lieu genannt) auch Bouri, Chanton Desor, Chanton Desout, Crusmato, Gattinery, Gruba, Niel, Pont-de-Trentaz, Rubin, Serta Desor, Serta Desout, Tzen de la boa, Pro Du Toucco, Yair Desout, Moulin, Palatz, Halberpein, Voury, Yair Desor, Zappegly und Zuino.
Die angrenzenden Gemeinden sind Andorno Micca (BI), Brusson, Callabiana (BI), Gressoney-Saint-Jean, Issime, Piedicavallo (BI), Rassa (VC) und Sagliano Micca (BI). Gaby liegt im Lystal und ist Mitglied der Union der Aostataler Walsergemeinden. Dennoch ist Gaby keine Sprachinsel der Walser, es dominiert die für das Aostatal typische frankoprovenzalische Mundart.

## Geschichte
Die Gemeinde gehörte lange Zeit zur Gemeinde Issime und hieß Issime-Saint-Michel oder Überland. 1952 erlangte sie den Status einer selbständigen Gemeinde. Der Name Gaby kommt von „Gabbio“, was früher einen umzäunten Privatbesitz bezeichnete.

## Wirtschaft
Der Gemeindebann besteht zu einem großen Teil aus Wäldern und ist durchzogen von kleinen Gebirgsbächen. Dank der als entspannt empfundenen Stimmung, welche der Cheflieu, besonders aber die Weiler um diesen herum vermitteln, und auch dank dem trockenen, kühlen Klima konnte sich in Gaby der Sommertourismus entwickeln; der Wintertourismus ist indessen der Nähe zu den Skigebieten Weißmatten in Gressoney-Saint-Jean und Monterosa Ski in Gressoney-La-Trinité zuzuschreiben. Wie Gressoney-Saint-Jean, Gressoney-La-Trinité und Issime gehört Gaby zur Comunità Montana Walser Alta Valle del Lys.

## Sprachen
Eine Umfrage der Stiftung Émile Chanoux aus dem Jahr 2001 ergab, dass Italienisch für 66,89 %, die traditionelle Volkssprache, der frankoprovenzalische Dialekt Patois, für 23,83 % der Bevölkerung die Muttersprache ist. 3,17 % gaben Piemontesisch als Muttersprache an.
Wie zahlreiche deutsche Flurnamen in Gaby und Niel zeigen, muss es hier früher auch walserdeutschsprachige Einwohner gegeben haben. Für den Weiler Niel war dies nachweislich noch in der ersten Hälfte des 20. Jahrhunderts der Fall. Sprachlich gehörten die Walser von Gaby zu denjenigen von Issime, da sie – anders als die Walser von Gressoney – nach Ausweis der Flurnamen die Monophthongierung der mittelhochdeutschen Diphthonge und keine Entrundung kannten (vgl. Namen wie Gruba, Minischgut, Niilmatti, Hööji, Rück).